# روبرت فورد (خارج القانون)
روبرت نيوتن فورد (بالإنجليزية: Robert Newton Ford)‏ (31 يناير 1862 - 8 يونيو 1892)، خارج عن القانون أمريكي اشتهر باغتياله زعيم العصابة الشهير جيسي جيمس في 3 أبريل 1882. هو وشقيقه تشارلز، وكلاهما عضوين في عصابة جيمس-يونغر تحت قيادة جيمس، وقد أجرى تمثيل دعائي مدفوعة الأجر لأحداث عملية القتل. قضى فورد سنواته الأخيرة في إدارة العديد من الصالونات وقاعات الرقص في جميع أنحاء الغرب.